# 27 horas
27 horas è un film del 1986 diretto da Montxo Armendáriz.